# Hermano II da Suábia
Hermano II da Suábia (nascido em 4 de Maio de 1003) foi duque da Suábia de 997 até sua morte, pertencia à Dinastia Conradina da Francónia.
Hermano II opôs-se à eleição de Henrique II, Sacro Imperador Romano, duque da Baviera, como rei da Alemanha, porque ele próprio tinha pretensões ao trono. Henrique II separou a Alsácia da Suábia e assumiu o controle do ducado, uma situação que continuou até ao reinado do filho de Hermano II, Hermano III da Suábia, falecido em 1 de abril de 1012 e foi Duque da Suábia de 1003 até 1012.

## Relações familiares

Escudo do Brasão de Armas do Ducado da Suábia.

Foi filho de Conrado I da Suábia (? - 20 de Agosto de 997) e de Richlint da Suábia.
Casou-se em 986 com Gerberga de Borgonha (965 - 7 de julho de 1019), filha de Conrado I da Borgonha "o Pacificus" (c. 925 - 19 de outubro de 993), rei da Borgonha Transjurana e da já viúva de Hermano I de Werl, Matilde da França, filha do rei Luís IV da França e de Gerberga da Saxónia de quem teve:
1. Matilde da Suábia (988 ou 989 - 29 de julho de 1031/1032) casou por três vezes, a 1ª com Conrado I da Caríntia, duque da Caríntia (975 - 12 de dezembro de 1011). O 2º casamento foi com Frederico II de Lorena (995 - 1026), Duque da Alta Lotaríngia. o 3º casamento foi com Esiko de Anhalt e Ballenstedt (c. 1000 -?). Foi sepultada na Catedral de Worms.
2. Gisela da Suábia (11 de novembro 989 ou em 13 de Novembro 990, de acordo com a pedra da sepultura em 999 - Goslar, 15 de fevereiro 1043), casada com Conrado II, Sacro Imperador Romano-Germânico (990 - 4 de junho de 1039).
3. Bertoldo (992 - 993), batizado em Einsiedeln 992, sepultado em Marchtal.
4. Beatriz (? - 23 de fevereiro de 1025) (filiação controversa).
5. Hermano III da Suábia (995 - 1 de Abril de 1012), Duque de Suábia.

## Bibliografa
- Otto Gerhard Oexle, ed. (1969). Neue Deutsche Biographie (NDB) 🔗 (em alemão). 8. 1969. Berlim: Duncker & Humblot. pp. 641 et seq..
- Thomas Zotz: Der Breisgau und das alemannische Herzogtum. Zur Verfassungs- und Besitzgeschichte im 10. und beginnenden 11. Jahrhundert, Sigmaringen 1974, S. 111ff.